# La mulata
La mulata, La cocinera o Escena de cocina es una de las dos versiones de este tema pintadas por Velázquez en su primera etapa sevillana, con un abanico de fechas amplio, aunque la mayor parte de los especialistas llevan su ejecución a 1620-1622. Se conserva en el Instituto de Arte de Chicago. 
José López-Rey afirma que pudiera ponerse en relación con una de las obras descritas por Antonio Palomino y actualmente perdidas, «donde se ve un tablero, que sirve de mesa, con un anafe, y encima una olla hirviendo, y tapada con una escudilla, que se ve la lumbre, las llamas, y centellas vivamente, un perolillo estañado, una alcarraza, unos platos, y unas escudillas, un jarro vidriado, un almirez con su mano, y una cabeza de ajos junto a él; y en el muro se divisa colgada de una escarpia una esportilla con un trapo, y otras baratijas; y por guarda de esto un muchacho con una jarra en la mano, y en la cabeza una escofieta, con que representa con su villanísimo traje un sujeto muy ridículo, y gracioso».
Semejante es otro cuadro de la National Gallery de Dublín, en Irlanda, legado en 1987 por Alfred Beit, en el que tras una limpieza efectuada en 1933 se descubrió La cena de Emaús en la pared del fondo, otorgando un significado religioso a lo que hasta entonces no era sino uno más de los «bodegones con figuras» pintados por Velázquez en Sevilla.
El cuadro de Chicago, sin la escena evangélica, fue presentado por August L. Mayer en 1927, cuando se encontraba en la Galería Goudstikker de Ámsterdam, como el original de Velázquez, relegando el ejemplar de Beit a la condición de copia. Esta opinión fue seguida por otros críticos, entre ellos Bernardino de Pantorba y José Gudiol, pero López-Rey, restituyendo a Velázquez la autografía de la versión actualmente conservada en Dublín, dejaba en suspenso la paternidad del lienzo de Chicago debido a su mal estado de conservación. Para Jonathan Brown, por la misma razón, se trata de una obra posiblemente pintada por Velázquez, aunque también pudiera ser obra de uno de los copistas «que quisieron obtener provecho del éxito de las pinturas de género de Velázquez y produjeron una gran cantidad de réplicas y versiones de los originales».
Restaurada en 1999 por Frank Zuccari, se ha evidenciando en las partes mejor conservadas y a pesar de las pérdidas, una calidad similar –y en algunos aspectos superior- a la versión de Dublín, no habiéndose encontrado en ella ninguna huella de que en algún momento hubiese tenido otro significado que el de retratar a una sirvienta mulata atareándose en la cocina. La cofia de la mujer, anudada en su parte superior con un mayor número de pliegues, y un más minucioso estudio de las luces y las sombras, como se advierte también en el papel arrugado en primer término, junto con la incidencia de la luz sobre los objetos, particularmente en la jarra de cerámica vidriada que la sirvienta tiene en la mano, en la que se puede apreciar el brillo del barniz craquelado y las huellas del torno, confirmarían la superioridad de esta versión, que podría explicarse como una vuelta de Velázquez al mismo motivo que había abordado poco antes con afán de superarse a sí mismo, insistiendo en el estudio de los valores táctiles, que son los que le interesaban primordialmente en este momento, y prescindiendo del motivo religioso.
Como fuente de inspiración se han señalado grabados flamencos de Jacob Matham, pero también ha dado pie a un replanteamiento de la posible influencia de Caravaggio en el primer Velázquez, debatida a causa de la dificultad para establecer qué obras del pintor italiano o de sus copistas podían haber llegado a Sevilla y ser conocidas por Velázquez.